# Goudeyita
La goudeyita és un mineral de la classe dels arsenats, que pertany al grup de la mixita. Rep el seu nom en honor de Hatfield Goudey (1906–1985), geòleg nord-americà, col·leccionista de minerals, qui va contribuir al coneixement de la seva localitat tipus.

## Característiques
La goudeyita és un arsenat de fórmula química AlCu₆(AsO₄)₃(OH)₆(H₂O)₃. Va ser aprovada com a espècie vàlida per l'Associació Mineralògica Internacional l'any 1978. Cristal·litza en el sistema hexagonal. La seva duresa a l'escala de Mohs es troba entre 3 i 4.
Segons la classificació de Nickel-Strunz, la goudeyita pertany a «08.DL - Fosfats, etc, amb cations de mida mitjana i gran, (OH, etc.):RO₄ = 2:1» juntament amb els següents minerals: foggita, cyrilovita, mil·lisita, wardita, agardita-(Nd), agardita-(Y), agardita-(Ce), agardita-(La), mixita, petersita-(Y), zalesiïta, plumboagardita, calciopetersita, cheremnykhita, dugganita, kuksita, wallkilldellita-(Mn), wallkilldellita-(Fe) i angastonita.

## Formació i jaciments
És un mineral secundari poc comú que es troba en Cu-Sn hidrotermal en pòrfir de riolita i bretxes. Sol trobar-se associada a altres minerals com: olivenita, clinoclasa, cornwallita, strashimirita, escorodita, farmacosiderita, arthurita, metazeunerita, calcantita, crisocol·la, spangolita, calcofilita, malaquita, atzurita, brochantita o montmoril·lonita.
Va ser descoberta l'any 1974 a la mina Majuba Hill, al comtat de Pershing, a Nevada (Estats Units).